# Olneya tesota
Olneya tesota är en ärtväxtart som beskrevs av Asa Gray. Olneya tesota ingår i släktet Olneya och familjen ärtväxter. Inga underarter finns listade i Catalogue of Life.

## Bildgalleri

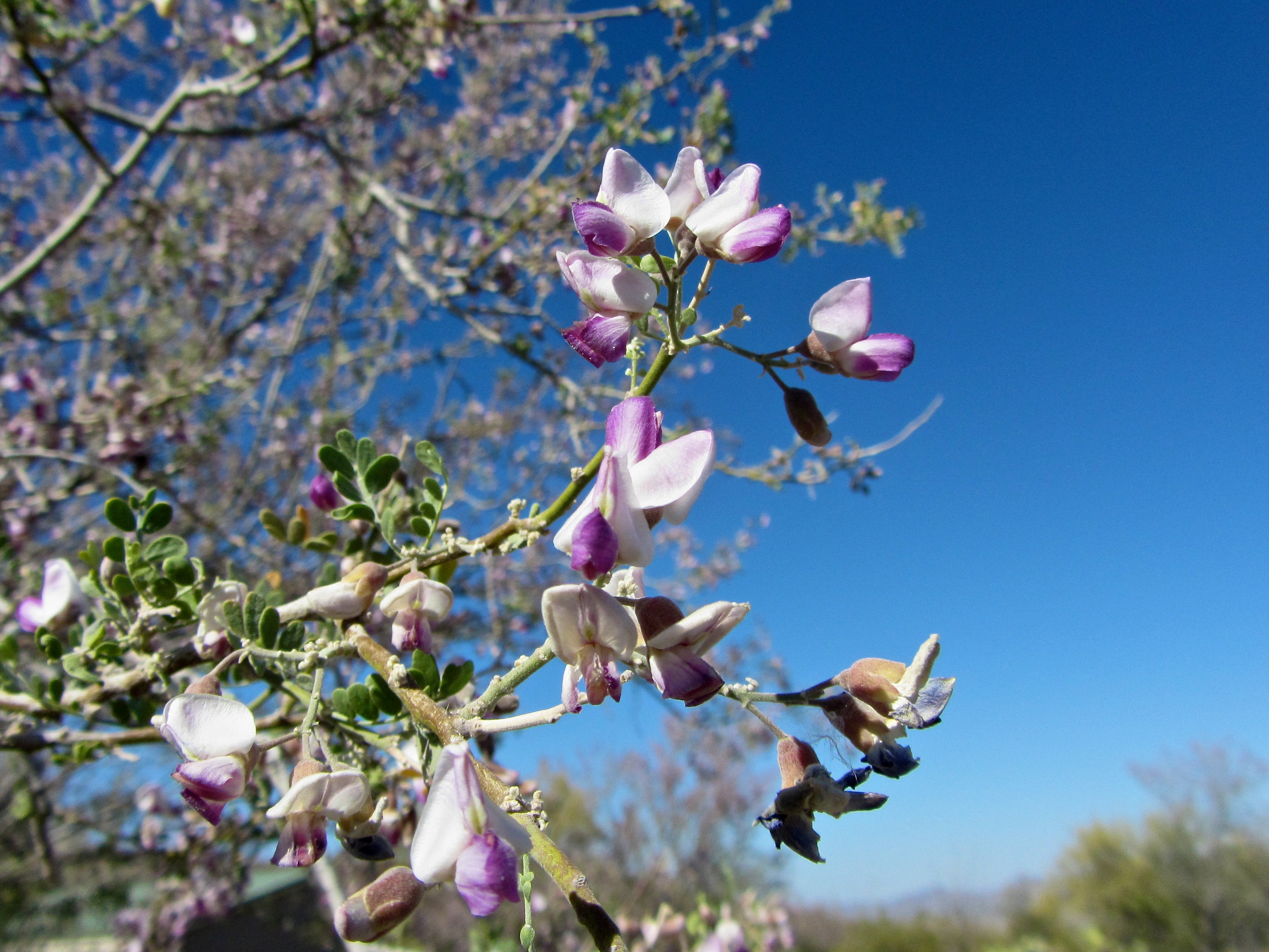
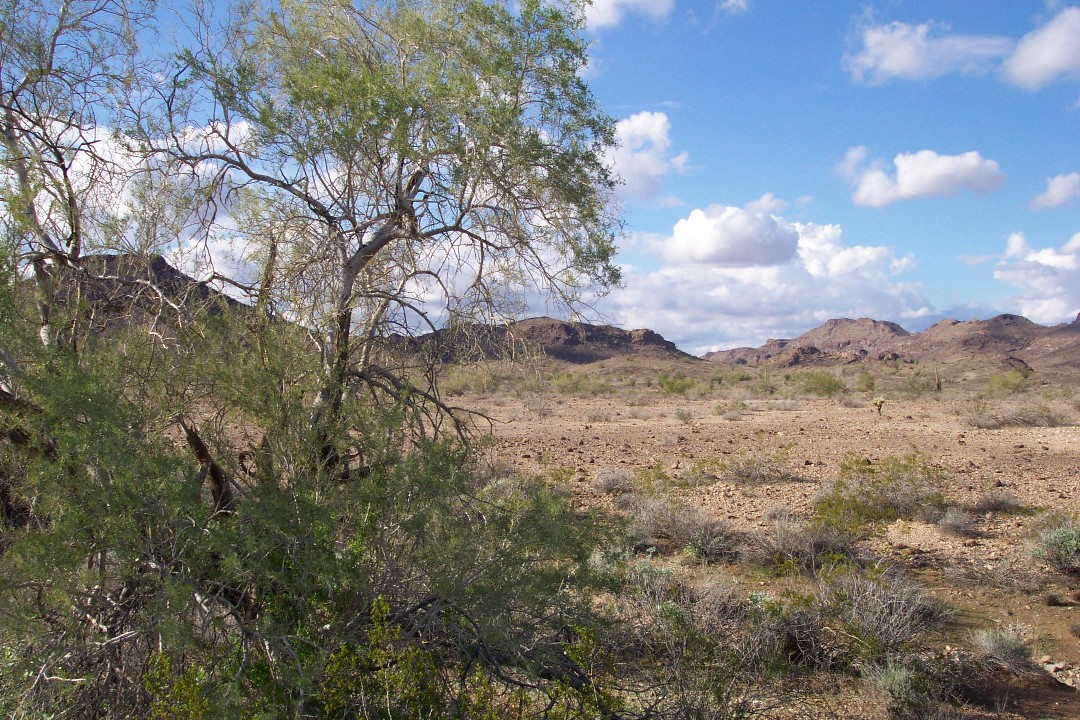
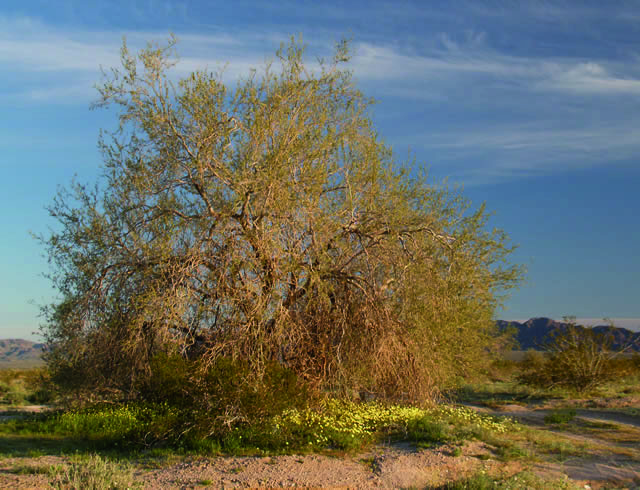
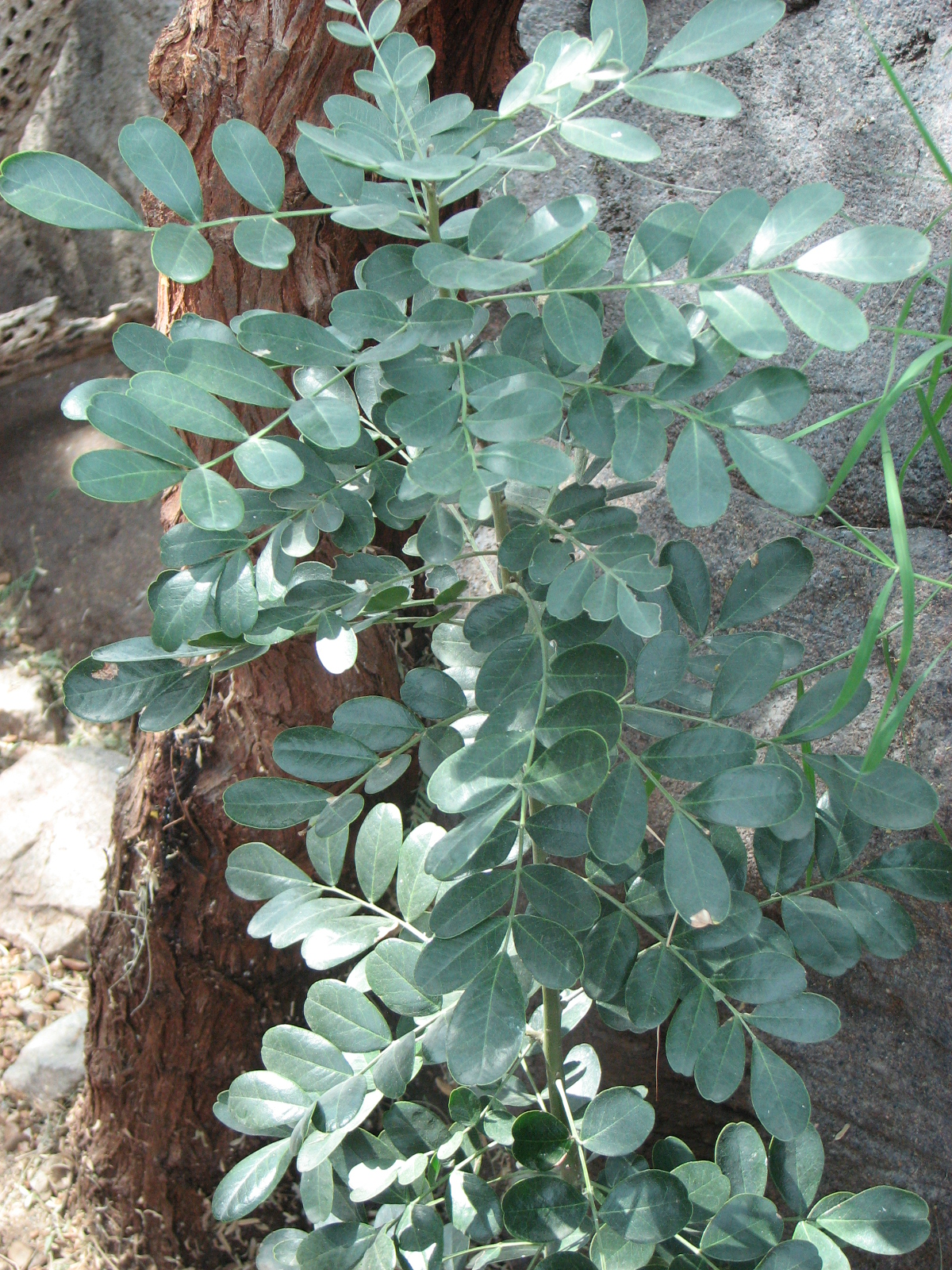
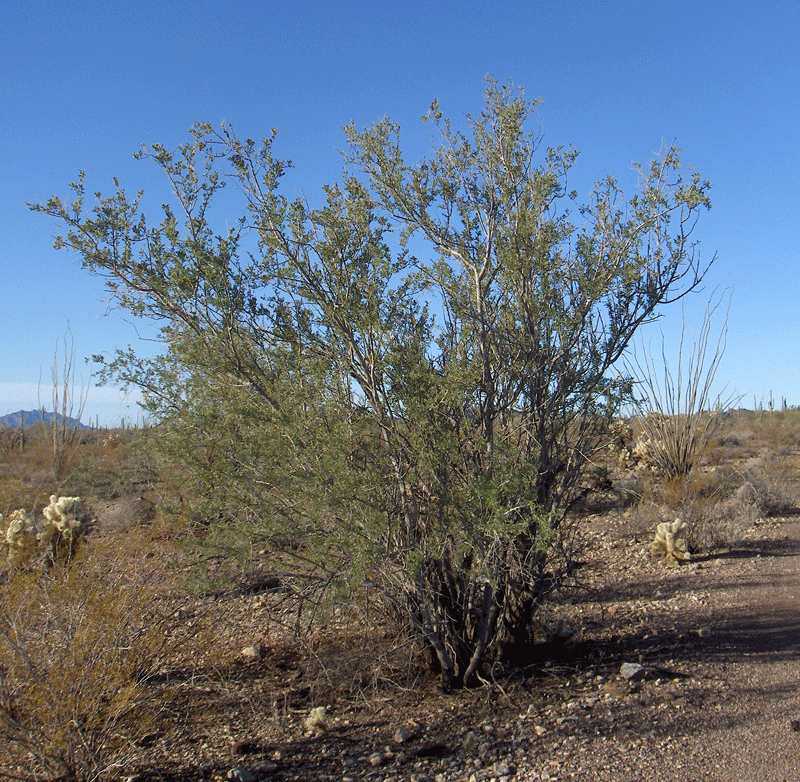